# Territori del Congo Mitjà
El territori del Congo Mitjà fou un dels dos territoris que van formar part de:
- Del 11 de desembre del 1888 al 30 d'abril de 1891 del territori del Congo Mitjà-Gabon dins del Protectorat de l'Àfrica Equatorial Francesa
- Del 30 d'abril del 1891 al 5 de juliol del 1902 del Congo Francès
- Del 5 de juliol del 1902 al 29 de desembre del 1903 de la colònia del Baix Congo-Gabon dins del Congo Francès

Els caps administradors del territori del Congo Mitjà-Gabon van administrar també el districte o (sub)territori del Congo Mitjà (1888-1891) després territori del Congo Mitja (1891-1903).
Del 1903 al 1934 fou una colònia separada primer dins el Congo Francès (1903-1910) i després dins de l'Àfrica Equatorial Francesa (1910-1934). Des de 1932 el càrrec de tinent governador no fou cobert i l'administració va estar en mans del governador general de l'Àfrica Equatorial Francesa (situació que es va repetir per només uns mesos de l'agost del 1945 a l'abril del 1946 i del maig al novembre de 1946).
El 30 de juny de 1934 la colònia del Congo Mitjà va ser rebatejat com a regió del Congo Mitjà, denominació eliminada el 31 de desembre de 1937; a partir de l'1 de gener de 1938 va passar a ser el territori d'ultramar del Congo Mitjà i el 13 d'octubre de 1946 el territori Francès d'Ultramar del Congo Mitjà; el territori va esdevenir república autònoma el 28 de novembre de 1950 i va accedir a la independència el 15 d'agost de 1960.

## Tinents Governadors
- 1932 - 1934 Raphaël Valentin Marius Antonetti (governador general de l'AEF)
- 1934 - 1935 Georges Édouard Alexandre Renard (governador general de l'AEF)
- 1935 - 1936 Marcel Alix Jean Marchessou (governador general de l'AEF)
- 1936 - 1939 Dieudonné François Joseph Marie Reste (governador general de l'AEF)
- 1939 Léon Solomiac (governador general de l'AEF)
- 1939 - 1940 Pierre François Boisson (governador general de l'AEF)
- 1940 Edgard de Larminat (governador general de l'AEF)
- 1940 Marie Eugène Adolphe Sicé (governador general de l'AEF)
- 1940 - 1941 Adolphe Félix Sylvestre Éboué (governador general de l'AEF 1940-1944)
- 1941 - 1945 Gabriel Émile Fortune
- 1942 Jean Charles André Capagorry (suplent)
- 1945 - 1946 Ange Marie Charles André Bayardelle (governador general de l'AEF 1944-1946)
- 1946 Christian Robert Roger Laigret
- 1946 Jean Louis Marie André Soucadaux (governador general de l'AEF 1946-1947)
- 1946 - 1947 Numa François Henri Sadoul
- 1947 - 1950 Jacques Georges Fourneau
- 1950 - 1952 Paul Jules Marie Le Layec
- 1952 - 1953 Jean Georges Chambon
- 1953 - 1956 Ernest Eugène Rouys
- 1956 - 1958 Jean Michel Marie René Soupault
- 1958 - 1959 Charles Paul Dériaud
- 1959 - 1960 Guy Noël Georgy (Alt Comissionat)